# Julien Regnier-Lafforgue
Julien Regnier-Lafforgue (ur. 15 lutego 1979 w Chambéry) – francuski narciarz, specjalista narciarstwa dowolnego. Nigdy nie startował na mistrzostwach świata. Zajął 11. miejsce w jeździe po muldach podczas igrzysk olimpijskich w Nagano. Najlepsze wyniki w Pucharze Świata osiągnął w sezonie 1997/1998, kiedy to zajął 32. miejsce w klasyfikacji generalnej, a w klasyfikacji jazdy po muldach był dziewiąty.
W 2000 r. zakończył karierę.

## Sukcesy

### Igrzyska olimpijskie
| Miejsce | Dzień     | Rok  | Miejscowość | Konkurencja      | Zwycięzca     |
| ------- | --------- | ---- | ----------- | ---------------- | ------------- |
| 11.     | 11 lutego | 1998 | Nagano      | Jazda po muldach | Jonny Moseley |

### Puchar Świata

#### Miejsca w klasyfikacji generalnej
- 1997/1998 – 32.
- 1999/2000 – 68.

#### Miejsca na podium
1. Mont Tremblant – 11 stycznia 1998 (Jazda po muldach) – 2. miejsce